# 下荒地修二
下荒地 修二（しもこうじ しゅうじ、1947年 - ）は日本の外交官。駐米公使を経て、駐パナマ特命全権大使や駐ベネズエラ特命全権大使を歴任。

## 人物
福岡県出身。雲雀丘学園小学校、灘中学校・高等学校を経て、1970年東京大学法学部第三類を卒業し、外務省入省。中国語研修を受けたチャイナ・スクールで、ハーバード大学大学院修了、中国研究で修士（MA）の学位を取得。入省同期に高橋利弘（駐ニュージーランド大使）、古屋昭彦（ウィーン代表部大使）など。
外務大臣秘書官事務取扱、在中華人民共和国日本大使館一等書記官、財団法人交流協会台北事務所主任、外務省経済局総務参事官室首席事務官、外務省経済協力局政策課企画官、外務省経済協力局調査計画課長、在大韓民国日本国大使館経済参事官、在中華人民共和国日本大使館総務参事官・公使、外務省情報調査局参事官 、在バンクーバー総領事、日本国際問題研究所主任研究員兼軍縮センター次長、ハーバード大学国際問題研究所フェローを歴任。
1999年２月18日、カナダのバンクーバーで妻を殴って怪我をさせたという理由で、病院からの通報で警察に逮捕される。「家で女房を殴るのは日本の文化だ」というコメントが、カナダのマスコミに大きく報道されるが、本人はコメントについては否定する。その後釈放されて帰国する。「三ヶ月間減給十分の一」の処分が下る。
2003年外務省大臣官房付、同年駐パナマ特命全権大使。
2007年10月から駐ベネズエラ特命全権大使。2008年には「ベネズエラ聴覚障害者訓練学校医療機器整備計画」「産科病院医療サービス強化計画」「フランシスコ・ポロ・カステジャーノス博士記念がん予防センター医療設備改善計画」の贈与契約を締結した。2011年5月に退官。大林組顧問。